# Starsailor (gruppo musicale)
Gli Starsailor sono un gruppo musicale britannico proveniente da Chorley (Inghilterra) di genere alternative rock/brit pop formatasi nel 2000. I componenti della band sono il chitarrista e cantante James Walsh, il batterista Ben Byrne, il bassista James ‘Stel’ Stelfox e il tastierista Barry Westhead.
Il loro nome deriva dal titolo di uno degli album più famosi del cantautore Tim Buckley, padre dello scomparso Jeff. La band si ispira infatti musicalmente ai due, per i quali ha una vera e propria ammirazione, miscelando certe sonorità con il sound britannico con influenze che vanno dai The Beatles ai Coldplay, Blur e tutto il filone Britpop.
La band ha pubblicato cinque album in studio e ha realizzato dieci singoli di successo entrati nella Top 40 nel Regno Unito.

## Storia
Il loro primo album Love Is Here è stato pubblicato nel 2001, seguito da Silence Is Easy (2003) e On the Outside (2005). Dopo l'uscita del loro quarto album All the Plans (2009), la band è entrata in una pausa prolungata fino al 2014, durante la quale sono stati coinvolti in progetti individuali.
Il 23 maggio 2014 hanno annunciato la loro reunion ed iniziato a esibirsi in tutto il mondo. L'album Good Souls: The Greatest Hits è stato pubblicato a settembre 2015, ed hanno poi presentato due nuove canzoni. Un quinto album in studio All This Life è stato pubblicato nel 2017.
Way To Fall è la canzone di chiusura durante i titoli di coda del videogioco Metal Gear Solid 3.

## Formazione 2005
- Ben Byrne - (Warrington, Cheshire - Batteria)
- James ‘Stel’ Stelfox - (Warrington, Cheshire - Basso)
- James Walsh - (Chorley, Lancashire, 9 giugno 1980 - Chitarra/Voce)
- Barry Westhead - (Wigan, Lancashire - Tastiera)

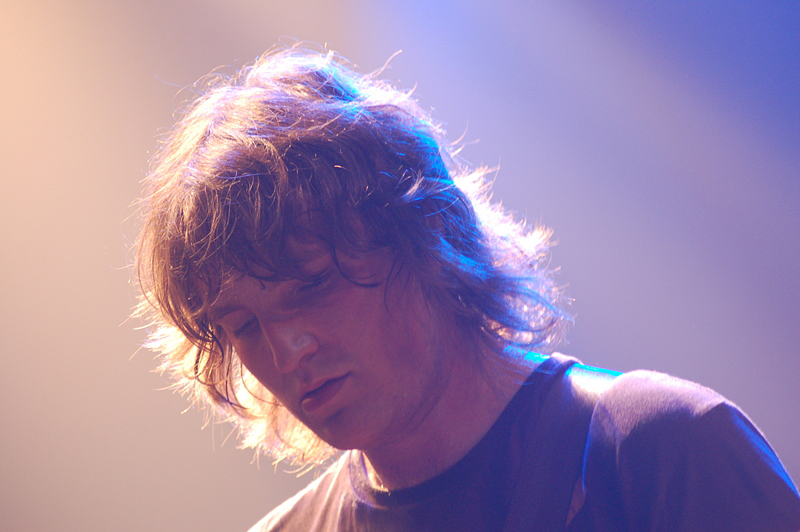
James Walsh

## Discografia

### Album in studio
- 2001 - Love Is Here
- 2003 - Silence Is Easy
- 2005 - On the Outside
- 2009 - All the Plans
- 2017 - All This Life
- 2024 - Where The Wild Things Grow

### Raccolte
- 2015 - Good Souls: The Greatest Hits

### Singoli
- 2001 - Fever
- 2001 - Good Souls
- 2001 - Alcoholic
- 2001 - Lullaby
- 2002 - Poor Misguided Fool
- 2003 - Silence is Easy
- 2003 - Born Again
- 2004 - Four to the Floor
- 2005 - In the Crossfire
- 2006 - This Time
- 2006 - Keep Us Together
- 2009 - Tell Me It's Not Over
- 2015 - Give Up the Ghost
- 2017 - Listen to Your Heart
- 2017 - All This Life
- 2017 - Take a Little Time